# Trias-Jura-Grenze

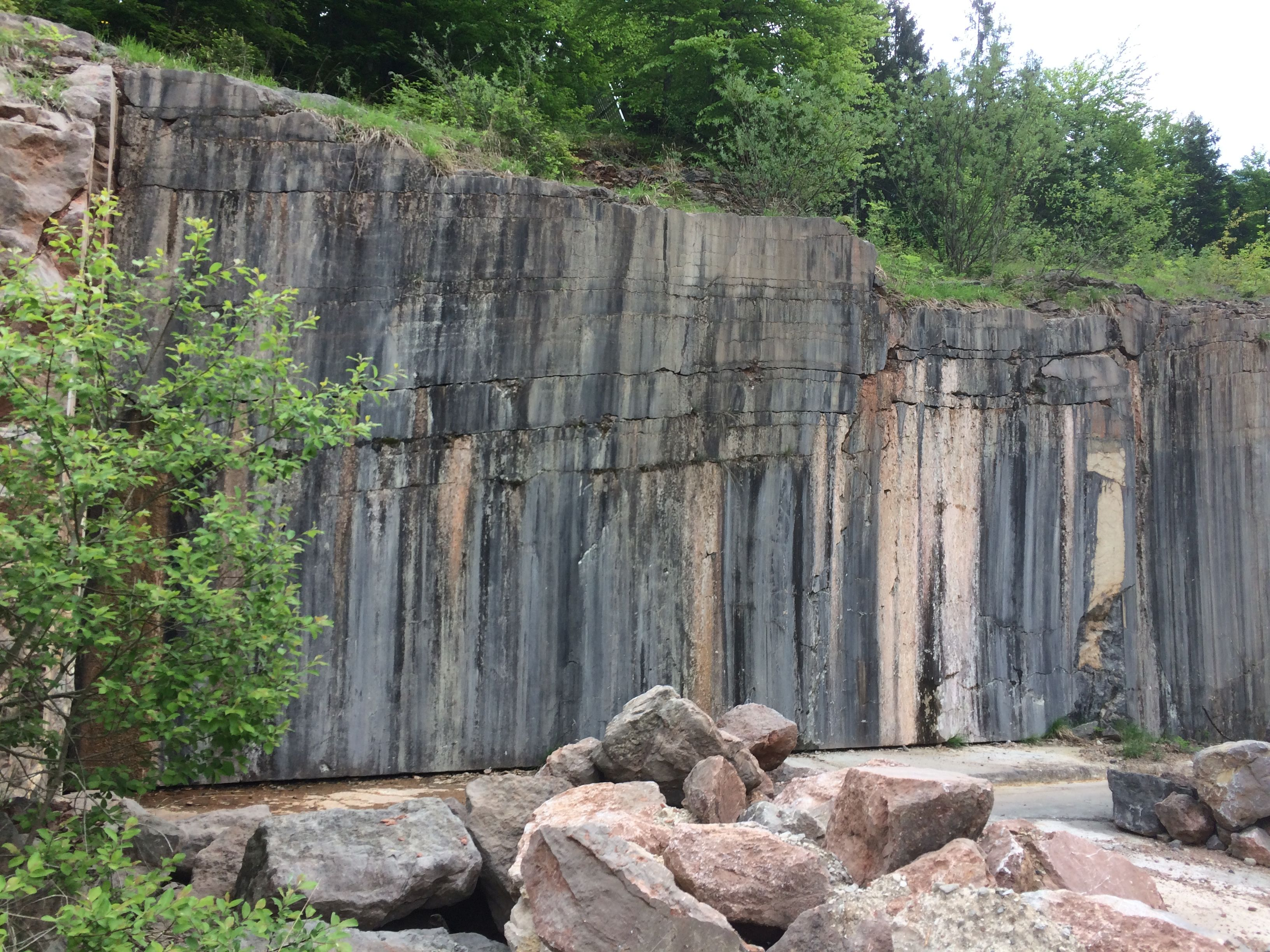
Die Trias-Jura-Grenze in den Adneter Steinbrüchen, Nördliche Kalkalpen (Tirolikum), auf diesem Bild in erster Linie erkennbar am Wechsel von der massigen Rifffazies der obersten Obertrias („Oberrhätkalk“) zur gebankten mikritischen Fazies des unteren Unterjura (Schnöll-Formation)

Die Trias-Jura-Grenze vor rund 201 Millionen Jahren war vom fünftgrößten Massenaussterben der Erdgeschichte begleitet, welchem die Conodonten und viele andere Taxa zum Opfer fielen. Es bestehen mehrere Theorien zu seiner Erklärung, jedoch verdichten sich die Hinweise in Richtung enormer vulkanischer Aktivität.

## Auswirkungen auf die Lebewelt

Intensität des Massenaussterbens von marinen Gattungen im Verlauf des Phanerozoikums. Deutlich zu erkennen der Peak an der Trias-Jura-Grenze (bei 200 Mill. Jahre).

### Betroffene Faunengruppen
Am stärksten vom Massenaussterben an der Trias-Jura-Grenze (engl. Triassic-Jurassic extinction event) betroffen war die Klasse der meeresbewohnenden Conodonten, die restlos verschwand. Ferner wurde ein Fünftel der damals im Meer beheimateten Familien ausgelöscht. Bei den Radiolarien wurden die Entactinaria sehr drastisch reduziert und die Spumellaria verloren über zwei Drittel ihrer Taxa. Die Albaillellaria waren zuvor in der Obertrias ausgestorben.
Auf dem Festland wurden mit Ausnahme der Krokodile sämtliche großen Crurotarsi (nicht zu den Dinosauriern gehörende Archosaurier) vernichtet. Es erloschen:
- die (thecodonten) Unterordnungen der
  - Proterosuchia (inklusive der Proterochampsidae)
  - Rauisuchia
  - Phytosauria
  - Aetosauria (inklusive der Stagonolepididae) und
  - Ornithosuchia
- die archosauromorphen Familien der
  - Erpetosuchidae
  - Scleromochlidae und
  - Trilophosauridae.

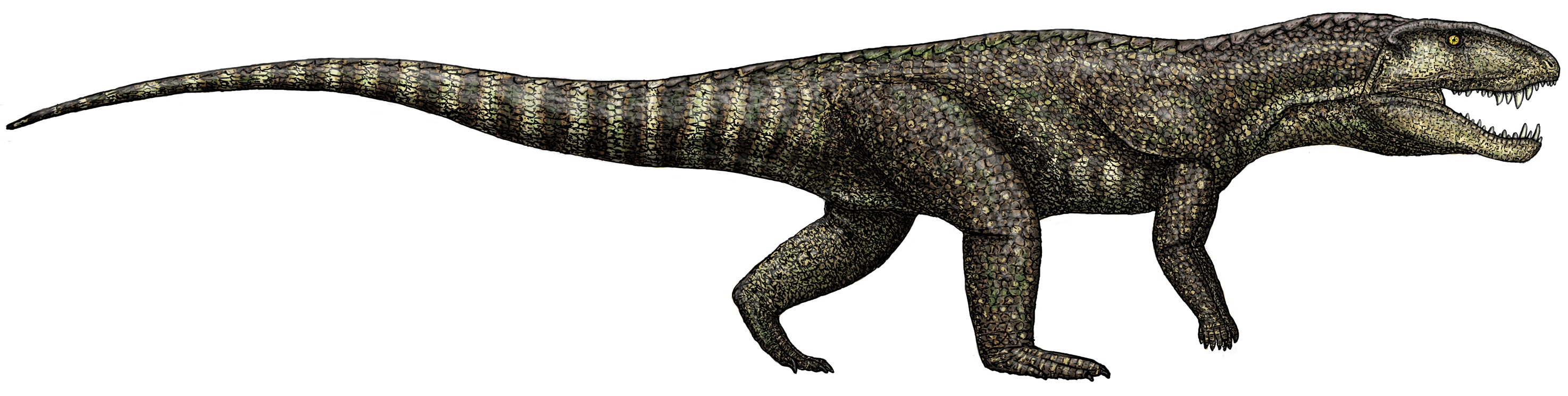
Postosuchus, ein Rauisuchidae, der an der Trias-Jura-Grenze ausstarb

Auch viele der großen Amphibien wie beispielsweise die temnospondylen Überfamilien
- Capitosauroidea
- Mastodonsauridae
- Metoposauroidea und
- Plagiosauroidea

sowie einige Therapsida überlebten die Trias-Jura-Wende nicht. Ebenfalls erloschen die diapsiden Endennasauridae und die Säugetiervorläufer der Traversodontidae. Die Gesamtbilanz des Massenaussterbens war verheerend – es wird vermutet, dass bis 70 Prozent der damaligen Arten bei diesem Ereignis innerhalb eines relativ kurzen Zeitraums ausstarben.

### Neu erschienene Faunengruppen

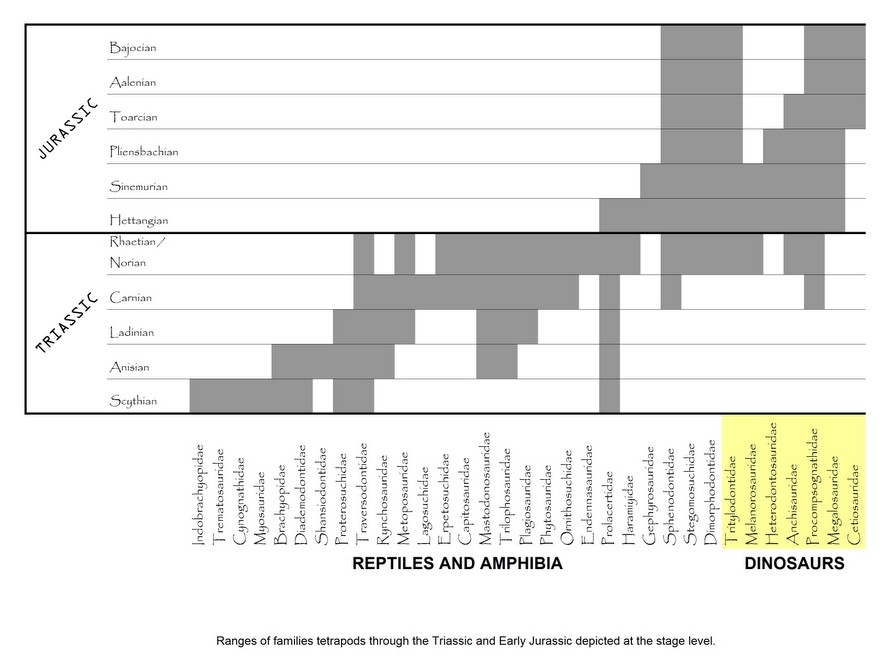
Die zeitliche Verbreitung von Tetrapodenfamilien während der Obertrias und des Unterjuras

Durch die Dezimierung der Crurotarsier wurden sehr viele ökologische Nischen frei, die im weiteren Verlauf des Juras vorwiegend von den Dinosauriern eingenommen wurden, die damit zur beherrschenden Landwirbeltiergruppe auf dem Festland wurden.
Folgende Taxa traten nach der Trias-Jura-Grenze erstmals in Erscheinung:
- Campylognathoididae (Pterosauria)
- Gephyrosauridae (diapside Lepidosauria)
- Heterodontosauridae und Scelidosauridae (Dinosaurier der Ordnung Ornithischia)
- Megalosauridae (Dinosaurier der Unterordnung Theropoda)

## Ursachen des Massenaussterbens
Als Erklärung für die evolutive Zäsur an der Trias-Jura-Grenze werden folgende Thesen angeführt:
- Eustatisch bedingte Hebungen oder Absenkungen des Meeresspiegels und damit verknüpfte klimatische Veränderungen
- Impakt eines Asteroiden
- Massive vulkanische Eruptionen

### Meeresspiegel- und Klimaänderungen
Deutliche Meeresspiegel- und Klimaänderungen verlaufen im Normalfall über längere geologische Zeiträume. Das Massenaussterben an der Trias-Jura-Grenze war hingegen ein jäher Einschnitt, der in etwa 10.000 bis maximal 50.000 Jahren erfolgte.
Der Meeresspiegel befand sich an der Trias-Jura-Grenze an einem weltweiten eustatischen Tiefstand (Regression He1). Danach setzte die Transgression des Hettangiums ein.

### Asteroideneinschlag
Zeitlich recht nahe an der Trias-Jura-Grenze liegen der Wells-Creek-Krater und der Red-Wing-Krater in den Vereinigten Staaten sowie der Krater von Rochechouart-Chassenon in Frankreich. Diese Einschlagskrater haben allerdings relativ geringe Ausmaße und kommen als Ursache für ein globales Massenaussterben kaum in Frage. Wesentlich größere Dimensionen (ursprünglich etwa 100 km) weist die Manicouagan-Impaktstruktur in Kanada auf, die jedoch rund 13 Millionen Jahre vor der Trias-Jura-Grenze entstand.

### Intensiver Vulkanismus

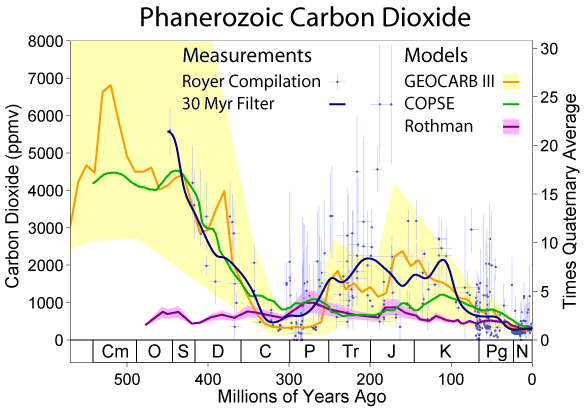
Veränderungen der CO_{2}-Konzentration während des Phanerozoikums, also während der letzten 542 Millionen Jahre. Jüngere Daten befinden sich auf der rechten Seite des Diagramms. Der Graph beginnt links in der Zeit, bevor pflanzliches Leben an Land existierte und während der die Leistung der Sonne um 4 % niedriger war als heute. Auf der ganz rechten Seite der Grafik sind die heutigen CO_{2}-Niveaus dargestellt.

Gegen Ende der Trias kündigte sich mit dem beginnenden Zerfall des seit dem späten Karbon existierenden Superkontinents Pangaea ein geologischer Umbruch an. Entlang der Plattenränder des heutigen Nordamerikas und Europas entstanden ausgedehnte, bis nach Nordafrika reichende Grabenbrüche (Riftsysteme) mit ersten marinen Ingressionen. Aus dieser Entwicklung, hin zur allmählichen Öffnung des späteren Zentralatlantiks, resultierte an der Trias-Jura-Grenze die Entstehung der 11 Millionen km² umfassenden Zentralatlantischen Magmatischen Provinz (englisch Central Atlantic Magmatic Province, abgekürzt CAMP), deren Magmaausflüsse zu den ergiebigsten der bekannten Erdgeschichte zählen. Der intensive Vulkanismus setzte enorme Mengen des Treibhausgases Kohlenstoffdioxid (CO2) und des aerosolbildenden Gases Schwefeldioxid (SO2) frei, zeitigte gravierende Folgen für Atmosphäre, Klima und Biosphäre und gilt in der aktuellen Forschung als primäre Ursache des Massenaussterbens. Neben den klimatischen Effekten spielte beim marinen Massenaussterben auch Ozeanversauerung durch die Aufnahme von vulkanogenem Kohlendioxid und Schwefeldioxid eine bedeutende Rolle.
Die Hauptphase des Flutbasalt-Vulkanismus dauerte ungefähr 600.000 Jahre und wies wahrscheinlich mehrere stark ausgeprägte Aktivitätsspitzen auf. In dem Zusammenhang postuliert eine 2020 veröffentlichte Arbeit eine gepulste CO2-Freisetzung aus tiefgelegenen kohlenstoffhaltigen „Blasen“, die im Zuge des CAMP-Ereignisses ihren Inhalt binnen kurzer Zeit ausgasten und dabei eine treibsatzähnliche eruptive Wirkung entfalteten.
Geochemische Untersuchungen an zwischengeschalteten Bodenprofilen innerhalb der CAMP-Basalte im östlichen Nordamerika fanden starke negative Anomalien im Kohlenstoffisotop 13C (engl. negative carbon isotope excursion), die auf eine rapide Erwärmung von +4 bis +6 °C hindeuten. Dieser Befund stammt aus dem in den Paläoböden gefundenen Lignin und dem Wachs von Blättern. Auch zwei eingeschlossene Seesedimentprofile wurden untersucht. Die derart aus n-Alkanen gewonnenen δ13C-Kurvenverläufe mit ihren negativen Ausschlägen waren fast identisch und konnten außerdem mit dem weitgehend marinen Profil von Saint Audrie's Bay in Somerset (England) korreliert werden. Daraus wurde gefolgert, dass sowohl terrestrische als auch marine Bereiche von dem Trias-Jura-Ereignis betroffen waren. Ein zusätzlicher Aspekt ist dabei die mögliche Destabilisierung und Freisetzung umfangreicher Mengen Methanhydrat aus ozeanischen Lagerstätten, wie dies auch für das vorangegangene Massenaussterben an der Perm-Trias-Grenze angenommen wird.
Einige neuere Studien kommen zu dem Resultat, dass der Schwerpunkt des Massenaussterbens etwa 100.000 Jahre vor der effusiven Flutbasaltphase des CAMP-Ereignisses anzusetzen sei. Laut diesen Analysen begann die Aktivität der Zentralatlantischen Magmatischen Provinz mit einem intrusiven Stadium. In dessen Verlauf strömten große Mengen Magma in Evaporit- und Carbonatlagerstätten und bewirkten über Zeiträume von einigen tausend oder zehntausend Jahren durch Kontaktmetamorphose die Ausgasung von Kohlenstoffdioxid im fünfstelligen Gigatonnenbereich.

## Alter
In früheren Analysen wurde das Alter der Trias-Jura-Grenze mit 199,6 Millionen Jahren BP angegeben. Die aktuelle Chronostratigraphische Zeittafel der Internationalen Kommission für Stratigraphie (ICS) nennt ein radiometrisch bestimmtes Alter von 201,3 Millionen Jahren.